# 向阳楼街道
向阳楼街道，是中华人民共和国天津市河东区下辖的一个乡镇级行政单位。

## 行政区划
向阳楼街道下辖以下地区：
晨光楼社区、向阳楼社区、晨阳里社区、前进新里社区、滇池里社区、临池里社区、翠韵里社区、顺达西里社区、东局子第一社区、东局子第二社区、阳新里社区、阳安里社区、阳明里社区、时尚花园社区、昕旺北苑社区和昕旺南苑社区。